# Dangihat
Dangihat (nepalski: दांगीघाट) – gaun wikas samiti we wschodniej części Nepalu w strefie Kośi w dystrykcie Morang. Według nepalskiego spisu powszechnego z 2001 roku liczył on 3916 gospodarstw domowych i 19376 mieszkańców (10036 kobiet i 9340 mężczyzn).